# Habent sua fata libelli
Habent sua fata libelli je latinski izrek, ki dobesedno pomeni: "Knjige imajo svojo usodo". oziroma, če sledimo izvirni metrični shemi: "Skrivnostna so naših knjig pota."

## Izvor in pomen
Ta stavek izhaja iz le delno ohranjene poučne pesnitve "De litteris, de syllabis, de metris" ("O črkah, o zlogih, o metrih") antičnega slovničarja Terencijana Mavra (lat. Terentianus Maurus, verjetno konec 2. stoletja n. št.).  "Habent sua fata libelli" je v verzu 1286, ki se v celoti glasi:
Pro captu lectoris habent sua fata libelli
"Glede na sposobnost bralčevega razumevanja imajo knjige svojo usodo."
Avtor verza je očitno hotel povedati, da pomen nekega književnega dela ni odvisen samo od kvalitete pisatelja, ampak tudi od intelektualne moči bralca. Celo najboljšo knjigo lahko "uniči" slab bralec, če je ne razume.
Pomen, v katerem pa se izrek uporablja dandanes kot del splošne kulturne dediščine in kakor ga je uporabil tudi Umberto Eco v svojem romanu Ime rože, pa je: "Nikoli se ne ve, kaj se lahko zgodi s knjigo." - "Nenavadna so pota knjig". Ta pomen se seveda oddaljuje od izvirnega Terencijanovega.
S tem izrekom opravičujemo nenavaden uspeh knjig, ki jim nihče ni pripisoval posebne kvalitete; npr. Proustovo "Iskanje izgubljenega časa", ki ga André Gide sploh ni hotel objaviti. Lahko pa z njim označimo tudi nenavadne dogodivščine posameznih izvodov nekaterih redkih knjig, ki se neznano kako po večstoletni izgubljenosti naenkrat pojavijo.